# 獵風者衛星
獵風者衛星（英語：TRITON），是臺灣的氣象衛星，亦為臺灣首枚自製氣象衛星，是全球少數能夠觀測海面資料的氣象衛星。其外語名則命為TRITON，源自希臘神話中的海之信使特里頓。

## 任務歷史
獵風者衛星原為福爾摩沙衛星七號中的自主衛星（FORMOSAT-7R），從該計畫獨立並另命名為獵風者。自製比例83%，包含漢翔航空負責整合，芳興科技、凌群電腦等供應商。
其中，在承造福爾摩沙衛星七號的SSTL公司官網上可以找到其代為製造的相關資訊。
該衛星原預定於2023年初即發射，但因規劃搭乘的織女星C型火箭首次商業發射失敗，故延後發射。
2023年7月14日，獵風者衛星從國家太空中心運往機場，後運抵圭亞那太空中心，預計台灣時間10月5日上午9時36分發射。
2023年10月5日，原定火箭發射日期，但亞利安公司日前告知，由於該公司的火箭整備及測試所需要的時間，比預期的更久，因此延後至台灣時間10月7日上午9時36分發射。
2023年10月7日，原定上午9時36分搭乘織女星火箭發射，在發射前14秒訊號異常，選擇擇日發射。9日，升空任務重啟，隨後順利升空並在該日上午10時許進入軌道。